# Extreme
Az Extreme egy amerikai hard rock zenekar, mely Bostonban alakult 1985-ben. Zenéjükben ugyanúgy megtalálhatóak az 1980-as évekbeli hard rock hatások, mint a glam vagy a pop metalé. Ezenkívül zenéjükben erős funk hatások is felfedezhetők, mely az egyik legfőbb ismertetőjegyük. A Queen és a Van Halen zenekarok nagymértékben befolyásolták zenéjüket, mely hatások a lemezeiken is érezhetők. Az együttes egyik fő dalszerzője és gitárosa Nuno Bettencourt egyéni és virtuóz játéka révén a korszak egyik legnagyobb gitárhőse lett. Népszerűségük csúcsát az 1990-ben megjelent Pornograffitti albumukkal érték el, mely a zenekar legkelendőbb albuma lett. Ezen a lemezen szerepel legismertebb daluk a More Than Words ballada, mely első helyezést ért el a Billboard Hot 100-as listán. Világszerte több mint 10 millió albumot adtak el.
Az 1990-es évek elején teret nyert grunge műfaj miatt korábbi sikereiket már nem tudták megismételni, és 1996-ban feloszlottak. 2004-ben újjáalakultak, és Saudades de Rock címmel 2008-ban kiadták visszatérő albumukat. Pályafutásuk során öt stúdióalbumot adtak ki, az utolsó 2008-ban jelent meg Saudades de Rock címmel.

## Történet

### 1985-1996
A zenekar elődjének tekinthető a "The Dream" formáció, melyben már együtt zenélt Gary Cherone énekes és Paul Geary dobos. A zenekarnak 1983-ban egy hatszámos EP-je is megjelent a Toppe Records kiadó gondozásában. Cherone és Geary Peter Hunt és Hal Lebeaux gitárosokkal és Paul Mangone basszusgitárossal kiegészülve felvette az Extreme nevet 1985-ben. Ezt követően videóklipet forgattak a Mutha (Don't Want To Go To School Today) című dalukra, mely megnyert egy az MTV által szervezett versenyt. Ezt a dalt eredetileg még a "Dream" rögzítette. Még ez évben Lebeaux és Hunt elhagyta a zenekart, helyükre csak egy gitáros érkezett Nuno Bettencourt személyében, aki korábban a "Sinful" tagja volt. 1986-ban Paul Mangone is elhagyta a zenekart, helyére Pat Badger érkezett, aki addig a Berklee College of Music-on végzett zenészekből álló "In The Pink" tagja volt. Így kialakult egy stabil felállás, mely egészen 1994-ig maradt együtt. Az együttes nekilátott a koncertezésnek, és hamar úgy emlegették őket, mint egy kiváló Boston környéki zenekart.
1986-ban Európa turnéra indultak, majd néhány portugál fesztiválon is felléptek. Az olyan dalaik, mint a Suzi (Wants An All Day Sucker) és a Nasty Habits növelték népszerűségüket és a rádiókban is sikerrel szerepeltek. A következő évben a Gang Green együttessel együtt hard rock/heavy metal kategóriában díjat nyertek a Boston Music Awards-on. 1988-ban az A & R igazgatója Bryan Huttenhower leszerződtette őket az A&M Records kiadóhoz. Időközben nekiláttak rögzíteni bemutatkozó lemezüket, Reinhold Mack produceri közreműködésével. Ő korábban az Electric Light Orchestra a Sweet, de főleg a Queen albumok révén lett ismert producer. Debütáló albumuk végül Extreme címmel jelent meg, 1989. március 14-én. A lemez nagyrészt kedvező kritikákat kapott, az AllMusic és a Rolling Stone három csillagot szánt neki az ötből. Első kislemezként a Kid Egot adták ki, az utolsó számként szereplő Play With Mevel pedig szerepeltek a Bill és Ted zseniális kalandja című film filmzene albumán. Az album az Egyesült Államok területén kívül is jól fogyott, így hamar nekiláttak a következő album munkálatainak.
A második album felvételei a Los Angeles-i Scream stúdióban készültek Michael Wagener sztárproducer közreműködésével, aki korábban Dokken, Metallica, Accept, Mötley Crüe albumokon is dolgozott, többek között. A lemez 1990. augusztus 7-én jelent meg Pornograffitti címmel. Az albumon vendégként felbukkant Pat Travers és Dweezil Zappa is. A nagy várakozást megelőző album a Billboard 200-as listáján a 10. helyen debütált, és nemzetközi hírnevet szerzett a zenekar számára. A lemez pozitív kritikákban részesült, az Allmusic 4 csillagot adott rá az ötből. A sikerhez Bettencourt gitárjátékán kívül az is hozzájárult, hogy a szokásos glam és pop metal elemeket egyedi, funkos megoldásokkal ötvözték. Az album óriási befolyást gyakorolt a későbbi funk elemekkel operáló rock/metal együttesek számára. Kislemezként a Decadence Dance a Get the Funk Out, a More Than Words és a Hole Hearted dalokat jelentették meg. A "Decadence Dance" 1991 júniusában 19. lett a brit listákon. A két akusztikus szám a "Hole Hearted" a Billboard Hot 100-on a 4., míg a "More Than Words" az első helyre kúszott fel. A dalokat az MTV és a rádióállomások is rendszeresen leadták, így biztosítván a sikereket a zenekar számára. Nuno Bettencourt a korszak elismert gitárosává vált, így szerepelhetett Janet Jackson Black Cat című dalának egyes remixeiben is. Ezenkívül Cherone, Bettencourt, és Badger szerepelt a Danger Danger zenekar Screw It! című dalának kórusában is. Extragraffitti címmel 1990-ben megjelent egy EP is, kizárólag csak Japánban. A kiadványon nem szerepelt addig kiadatlan nóta. 1991 nagy részét világkörüli turnén töltötték, mely eljutott olyan helyekre is, mint Japán vagy India. 1992. április 20-án felléptek a Freddie Mercury emlékére rendezett Freddie Mercury emlékkoncert rendezvényen a Wembley Stadionban. A fellépés tovább növelte népszerűségüket, melyen a Queen Medley, a Love Of My Life, és a More Than Words dalokat adták elő. A zenekart a Queen gitárosa Brian May hívta meg a rendezvényre. A fellépés miatt meg kellett szakítaniuk a készülödő lemez munkálatait, melyen ezúttal Bob St. John producerrel dolgoztak.
Harmadik albumuk 1992. szeptember 22-én jelent meg, III Sides to Every Story címmel. A Billboard 200 listáján a 10. helyen debütált, ennek ellenére nem lett olyan sikeres mint az elődje, és a kritika fogadtatása is visszafogottabb volt. Az albumról az Am I Ever Gonna Change, Stop The World, Rest In Peace és a Tragic Comic dalokat adták ki kislemezként. Elsőként a "Rest in Peace"-t adták ki, melyhez videóklipet is forgattak, melyet az 1952-es Szomszédok című film inspirált. Emiatt a zenekart plágium vádjával beperelték, majd peren kívül megegyeztek a "National Film Board of Canada"-val, és új klipet forgattak a dalra. Az album tartalmaz keresztény megnyilvánulásokat is, melyeket Cherone azzal magyarázott az interjúkban, hogy érdeklődést mutat a különböző vallások iránt. 1992. októberére a Pornograffitti dupla platinalemez lett az Egyesült Államokban. Az új lemez eladásai viszont alacsonyak lettek a korábbiakhoz képest, melyben nagy szerepet játszott az is, hogy az album dalait nem játszották sűrűn a rádiók.
Paul Geary dobos 1994-ben el is hagyta a zenekart, így a "Castle Donington" fesztiválon már a kanadai Annihilatorból ismert Michael Mangini ült a dobbcucc mögött. Geary pályafutását a zeneipar üzleti oldalán folytatta, többek között a Godsmack zenekart is sikerre vitte. 1994 nyarán Európa legnagyobb stadionjaiban léphettek fel, az Aerosmith vendégeként. A körút során Magyarországon is felléptek. Még ez évben nekiláttak a következő album munkálatainak, ismét Bob St. John producer közreműködésével. Negyedik albumuk 1995. január 19-én jelent meg, Waiting for the Punchline címmel, mely a Billboard 200-as listáján csak a 40. helyezett lett. A lemezt még Paul Geary dobolta fel, kivéve a Hip Today, a Leave Me Alone és a No Respect dalokat melyekben már Michael Mangini játéka hallható. Az albumon az Extreme-re jellemző stílus mellett, modernebb, a kornak megfelelő grunge-os hangvétel is szerepet kapott, mely nem nyerte el a kritikusok és a rajongók tetszését. Az Allmusic 2 csillagot adott az ötből, és ez lett az addigi legkevesebb példányszámban elkelt albumuk. Kislemezen a Cynical és Hip Today dalokat adták ki, melyek szintén nem arattak nagy sikert. Mint akkortájt minden dallamos rockegyüttest, az Extreme-t is kiszorították a köztudatból a grunge zenekarok. Bettencourt kilépett, hogy maximálisan a szólókarrierjére koncentrálhasson. 1995 nagyrészt a stagnálás éve volt, majd amikor Gary Cherone 1996-ban ajánlatot kapott a Van Halentől, hogy lépjen Sammy Hagar helyébe, az Extreme feloszlott. Hivatalosan 1996 októberében.

### A feloszlás után (1997-2004)
Gary Cherone a Van Halen énekeseként szerepelt az együttes 1998-ban megjelent Van Halen III című albumán, melyet a rajongók és a kritikusok is erősen kritizáltak. Így Cherone-t kevesebb, mint egy éven belül kirúgták. 1998-ban Japánban megjelent egy Extreme EP Running Gag címmel, melyen öt szám szerepelt, mely közül három koncertfelvétel. Szintén '98-ban az A&M Records megjelentetett egy válogatásalbumot is The Best of Extreme – An Accidental Collocation of Atoms? címmel. Ugyanebben az időszakban Bettencourt, és Mangini egy trió felállású projektet is működtetett. Mangini szerepelt James LaBrie MullMuzzler néven megjelent Keep It to Yourself című albumán is 1999-ben. Badger a Saigon Kick gitárosával Jason Bielerrel megalapította a "Super Transatlantic" együttest, mely egy Shuttlecock című lemezt is elkészített. Cherone, miután elhagyta a Van Halent, létrehozott egy új projektet, melynek a "Tribe of Judah" nevet adta. A zenekar 2002-ben egy Exit Elvis című lemezt is elkészített.
Nuno Bettencourt Schizophonic címmel 1997-ben jelentetett meg egy szólólemezt. 1997 végén 98 elején megalapította Mourning Widows nevezetű alternatív/hard rock zenekarát, melynek két lemeze is megjelent. Az első 1998-ban Mourning Widows címmel, majd a folytatás 2000-ben jött a Furnished Souls for Rent képében. 2002-ben a DramaGods együttest hozta létre, mely Population 1 címmel adta ki debütáló albumát 2002-ben. Két év múlva ezt egy ötszámos EP követte a Sessions from Room 4 címmel. Még ez évben egy újabb válogatás jelent meg az Extreme-től, mely az Extreme – The Collection címet kapta, és szintén az A&M Records adta ki. Az eredeti basszusgitáros Paul Mangone Fly By Wire címmel kiadott egy szólóalbumot 2004-ben, melyen szerepelt Cherone is.

### Újjáalakulás (2004-napjainkig)
2004-ben a zenekar fellépett a 20. Nemzetközi Zenei Fesztivál nevezetű rendezvényen, az Azori-szigeteken, Bettencourt szülőföldjén. A gitáros eredetileg úgy tervezte, hogy saját zenekarával lépne fel, de aztán jött a hír, hogy Gary Cherone és Paul Geary terveznek egy koncertet az Extreme volt tagjaival. A basszusgitáros Carl Restivo lett. Az első hivatalos koncertet Amerikában adták a WAAF rádióállomás 15 éves működése alkalmából, 2004. szeptember 18-án. A koncerten fellépett még a Puddle of Mudd és a Dropkick Murphys is. 2005 januárjában Japánban adtak néhány koncertet. Ugyanebben a hónapban Bettencourt és Cherone vendégénekesként szerepeltek a Forever In Our Hearts című dalban, melyet Jason Miller a Godhead tagja, azzal a szándékkal írt, hogy segítsen a 2004-es indiai-óceáni cunami áldozatain. Az év áprilisában Bettencourt részt vett egy "Satellite Party" nevű projektben is, ahol a Jane’s Addiction énekesével Perry Farrellel és Gabriele Corcos ütőhangszeressel fogott össze. Cherone kiadott egy szóló EP-t Need I Say More címmel, Cherone név alatt.
A klasszikus felállású Extreme (Bettencourt, Cherone, Geary, Badger) 2004. május 18-án újra együtt lépett fel egy jótékonysági koncerten. A fellépés a New York-i West Broadway-en volt, ahol Steven Hoffman tiszteletére adtak koncertet, aki 2003-ban legyőzte rákbetegségét. Ezt követően Hollywoodban koncerteztek, ahol a Led Zeppelin Communication Breakdownját adták elő. A koncert előzenekara a Steel Panther volt. A zenekar 2005-ös koncertjein Laurent Duval basszusgitározott, míg 2006-ban újra vissza nem tért Pat Badger. Ezután Új-Angliában bonyolítottak le, egy három koncertből álló újjáalakuló turnét. 2007 novemberében bejelentették, hogy 2008-ban egy új albumot fognak kiadni, és világkörüli turnéra indulnak. A felállást a Bettencourt, Cherone, Badger trió mellett egy új dobos Kevin Figueiredo egészítette ki, aki korábban már zenélt együtt Bettencourttel a "DramaGods", és a "Satellite Party" soraiban. Az eredeti dobos Paul Geary a zenekar irányításával, menedzselésével foglalkozik. A visszatérő lemez munkálatai 2007 novemberében kezdődtek el, és egészen 2008. áprilisáig tartottak.

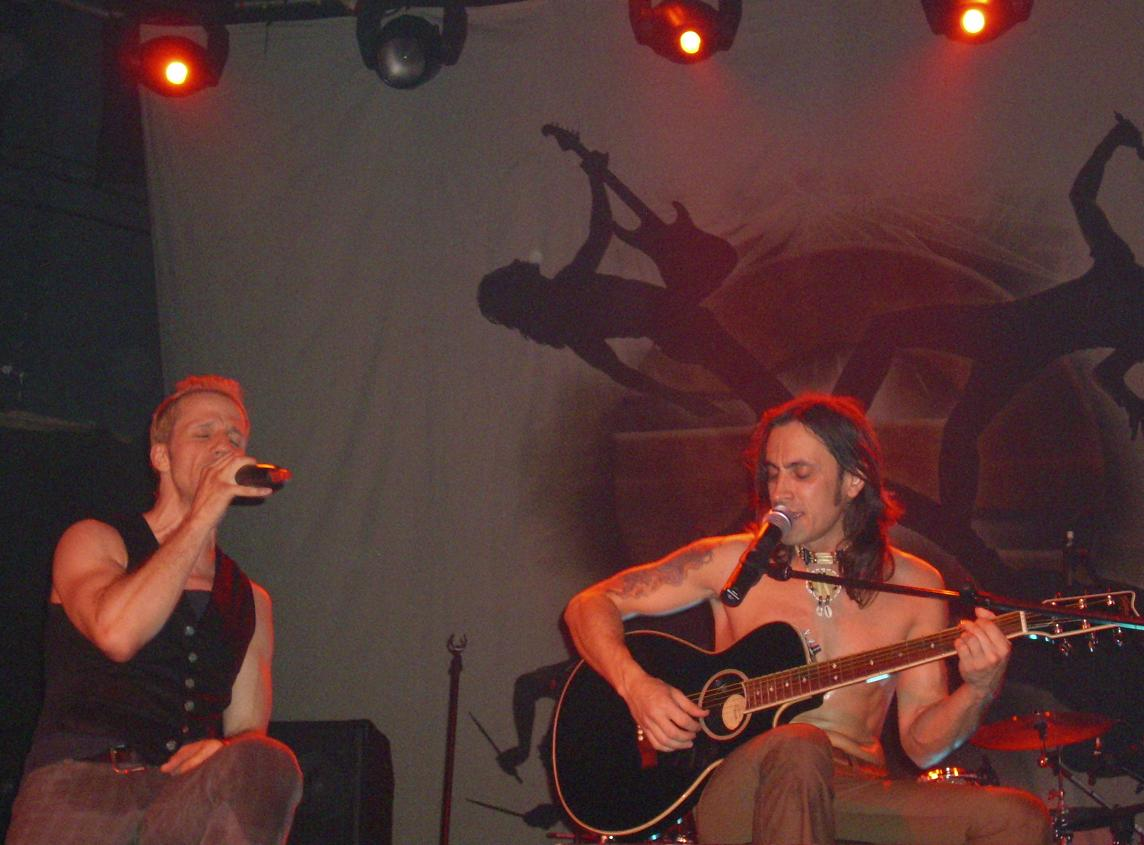
Gary Cherone és Nuno Bettencourt egy 2008-as madridi koncerten.

Ötödik nagylemezük végül 13 év várakozás után jelent meg Saudades de Rock címmel. 2008. augusztus 4-én jelent meg Európában, míg az Egyesült Államokban nyolc nap múlva augusztus 12-én látott napvilágot. A produceri teendőket Nuno Bettencourt látta el. Az albumot Európában a Frontiers Records, míg Amerikában a Fontana Records jelentette meg. A lemez kedvező kritikákban részesült mind a rajongók, mind a kritikusok részéről. Kislemezen a Star dalt adták ki, mely a zenekar MySpace oldalán is elérhető volt. Az album a Billboard 200-as listáján a 78. helyen nyitott. Az európai változaton szerepel egy bónusz szám is, az utolsóként szereplő Americocaine. A dal érdekessége, hogy egy kiadatlan demóról származik 1985-ből, és a zenekar első felvétele. Ezt követően Take Us Alive World Tour néven turnéra indultak. Az Egyesült Államokban a King's X, míg az Egyesült Királyságban a Hot Leg zenekarok voltak a partnereik. Az év hátralévő részében még felléptek Európai és Ázsiai országokban is. East Meets West Tour néven újabb turnéra indultak 2009. május végén, mely egészen 2009. augusztus 8-ig tartott. A körúton a Ratt volt a turnépartner.
2010. május 4-én megjelent a zenekar első koncertlemeze Take Us Alive címmel. A felvételek még 2009 augusztusában készültek a Bostoni "House of Blues"-ban. A kiadványt a Frontiers adta ki, CD és DVD formátumban egyaránt. Ezután újra csendesebb korszak következett, visszafogottabb koncertezésekkel. 2010-ben Bettencourt Rihanna turnéján gitározott.

## Zene, stílus
Az Extreme stílusát hard rocknak szokás definiálni, de ezenkívül jellemző rájuk a 80-as éveket idéző glam metal, pop metal, hair metal műfajok megoldásai is. Fő jellegzetességük a funky stílus jelenléte, mely egyedi megszólalást és hangzást biztosít a zenekar számára. Zenéjük jellegzetessége a könnyen emészthető dallamok, melódiák, valamint többszólamú vokáltémák, melyek a Queen hatására vezethetők vissza. Továbbá Nuno Bettencourt technikás és virtuóz gitárjátéka, mely a Van Halen szeretetéről tesz tanúbizonyságot. Az első Extreme albumukon még nem formálódott ki teljes mértékben zenei stílusuk, de a második Pornograffitti című lemezük már teljes pompájában tükrözi a zenekar stílusát. Azóta is ezt a lemezt tartják a legtöbben a legjobb művüknek, mely kereskedelmileg is a legsikeresebb kiadványuk. Az 1992-es III Sides to Every Story továbbra is a Pornograffitti-re jellemző stílust mutatta, noha a dalok kevésbé voltak slágeresek, így médiatámogatás hiánya miatt nem is hozta a várt sikert. Az ezt követő 1995-ös Waiting for the Punchline lemezen a kornak megfelelő, komorabb hangvételű, modernebb, a grunge stílusba sorolható megoldások is helyet kaptak, mely révén a közönség elfordult tőlük. A 2008-as visszatérő Saudades de Rock viszont már ismét a régi, dallamos, hard rock stílust hozta.

## Extreme-turnék
- Extreme Tour
- Pornograffiti Tour
- III Sides to Every Story Tour
- Waiting for the Punchline Tour
- 2005 Reunion Tour
- 2006 Reunion Mini-Tour
- Take Us Alive World Tour 2008
- East Meets West Tour '09

## A zenekar tagjai

### Jelenlegi tagok
- Gary Cherone – ének (1985-1996, 2004, 2005, 2006, 2007-napjainkig)
- Nuno Bettencourt – gitár, énekharmóniák, vokál (1985-1996, 2004, 2005, 2006, 2007-napjainkig)
- Pat Badger – basszusgitár, vokál (1986-1996, 2006, 2007-napjainkig)
- Kevin Figueiredo – dob, ütőhangszerek (2007-napjainkig)

### Korábbi tagok
- Paul Geary – dob, ütőhangszerek (1985-1994, 2004, 2005, 2006)
- Mike Mangini – dob, ütőhangszerek (1994-1996)
- Paul Mangone – basszusgitár, vokál (1985-1986)
- Peter Hunt – gitár, vokál (1986)
- Hal Lebeaux – ritmusgitár, vokál (1985)
- Carl Restivo – basszusgitár, vokál (2004)
- Laurent Duval – basszusgitár, vokál (2005)

## Diszkográfia

### Stúdióalbumok
- Extreme (1989)
- Pornograffitti (1990)
- III Sides to Every Story (1992)
- Waiting for the Punchline (1995)
- Saudades de Rock (2008)

### Koncertlemezek
- Take Us Alive (2010)

### Válogatásalbumok
- An Accidental Collocation of Atoms? (2000)
- The Collection (2002)